# Cold Comfort
Cold Comfort è il quinto album in studio del gruppo musicale gothic metal olandese Autumn, pubblicato nel 2011.

## Tracce
1. The Scarecrow – 5:15
2. Cold Comfort – 5:36
3. Black Stars in a Blue Sky – 4:43
4. Retrospect – 5:00
5. Alloy – 7:17
6. End of Sorrow – 4:35
7. Naeon – 4:46
8. Truth Be Told (Exhale) – 5:56
9. The Venamoured – 6:29